# Miracema
Miracema est une municipalité brésilienne de l'État de Rio de Janeiro et la Microrégion de Santo Antônio de Pádua.